# Pholobius mundior
Pholobius mundior är en mångfotingart som beskrevs av Chamberlin och Stanley B. Mulaik 1940. Pholobius mundior ingår i släktet Pholobius och familjen stenkrypare. Inga underarter finns listade i Catalogue of Life.